# Etim Ėmin
Muhamad Amin, Etim Ėmin (en cirílico: Етим Эмин, Tsiling, Daguestán, 1838-Ialtsugar, 1884) fue un poeta lezgo en lezguino, azerí y árabe.
Se educó en una madraza cerca de su aldea natal. Su padre era juez y lo reemplazó en la corte, aunque luego debió renunciar al cargo. Sus poemas versan especialmente sobre la injusticia social. 